# سید عبدالنبی موسوی‌فرد
سیّد عبدالنبی موسوی‌فرد (زاده ۱۳۳۵ در جهرم) نماینده ولی فقیه در استان خوزستان و امام جمعه شهر اهواز می‌باشد که پس از استعفای سید محمدعلی موسوی جزایری با حکم رهبر جمهوری اسلامی ایران، سید علی خامنه‌ای در تاریخ ۱۰ اردیبهشت سال ۱۳۹۸ به این سِمت منصوب گردید. وی همچنین امام جمعه پیشین شهرستان رامهرمز و خرمشهر بوده‌است.

## زندگی
سیّد محمدنبی موسوی فرد متولّد ۱۳۳۵ در جهرم استان فارس می‌باشد. در سنین کودکی و بعد از درگذشت پدر به همراه خانواده به خرمشهر مهاجرت می‌کند و دوران نوجوانی و جوانی خود را در این شهر گذراند و پس از آن به مدت کوتاهی راهی استان فارس و سپس برای دریافت مطالب و علوم دین عازم شهر قم شد.
از جمله استادان وی می‌توان از اشخاصی نظیر: میرزا جواد تبریزی در اصول و فقه، یحیی انصاری شیرازی در فلسفه و عبدالله جوادی آملی در تفسیر نام برد.
او سال ۸۴ به عنوان امام جمعه رامهرمز در استان خوزستان منصوب شد و به مدت پنج سال عهده‌دار این مسوولیت بود و پس از این به عنوان امام جمعه خرمشهر منصوب شد و به مدت ده سال در این سمت باقی ماند.

## سوابق
سیّد محمدنبی موسوی فرد پیش از انتصاب به عنوان نماینده ولی فقیه در استان خوزستان به مدت ۹ سال امام جمعه شهرستان خرمشهر خوزستان بود. او همچنین پیش از آن ۵ سال امام جمعه شهرستان رامهرمز بود.
او در جریان جنگ نیروهای مدافع حرم با گروه‌های تروریستی در سوریه به سوریه رفت و در جریان وقوع بحران آب در سال ۱۳۹۷ در شهرستان خرمشهر نیز به عنوان نیروی کارگری در میدان حضور داشت؛ اقدامی که از سوی سید علی خامنه‌ای تمجید شد.

## انتصاب به سمت امامت جمعه اهواز
با استعفای محمدعلی موسوی جزایری، سید علی خامنه‌ای او را به این سمت برگزید.